# Adisseo
Adisseo est un groupe industriel, filiale du groupe international Sinochem, spécialisé dans la nutrition animale. 
Il est en 2010 numéro trois mondial dans le domaine des solutions nutritionnelles pour animaux. La responsabilité de l'entreprise a été mise en cause en 2003 à la suite de plusieurs cas de cancers parmi ses salariés.

## Historique
L'origine d'Adisseo remonte à 1939 à Commentry dans l'Allier, où est fondée la société Alimentation Équilibrée (AE) spécialisée dans la fabrication d'additifs pour le bétail, créé par le polytechnicien Marcel Lingot. Très vite, l’Alimentation Équilibrée devient l’un des premiers fabricants français avec en particulier l’extraction de la vitamine A des foies de poissons. La vitamine A est produite dans l’usine de Commentry, site qui est toujours en activité. Pendant les périodes de pénurie de la Seconde Guerre mondiale, l’entreprise met en pratique, avec la création de potages, petits déjeuners, biscuits, les idées de son créateur : « Mieux nourrir l’homme ». La paix revenue, l’Alimentation Équilibrée réalisera la première la synthèse de la méthionine et inventera le concept de nutrition animale pour convaincre les utilisateurs des bienfaits du produit : « Mieux nourrir les animaux pour mieux nourrir les hommes ».
En 1958, l’AE devient l’Alimentation Équilibrée de Commentry – Société de Chimie Organique et Biologique (AEC-SCOB). Elle est rachetée en 1971 par Rhône-Poulenc. Désormais, avec la conquête des marchés mondiaux, l’entreprise entre dans une période de forte expansion industrielle. En 1971, l’AEC s’allie avec le groupe chimique français Rhône-Poulenc et constitue l’activité Alimentation Animale au sein de la Division Santé.
Le 16 juin 1988, l’AEC change de dénomination sociale et devient Rhône-Poulenc Animal Nutrition (RPAN). L’atelier Smartamine (méthionine enrobée pour les ruminants) démarre et le siège social est transféré de Commentry à Antony. Cette même année, RPAN lance un projet d’enzymes fonctionnelles pour la volaille, qui verra le jour en 1996 avec les premières ventes de Rovabio.
En février 2000, à la suite du rapprochement entre Rhône-Poulenc et Hoechst, RPAN devient Aventis Animal Nutrition (« AAN »). L'entreprise devient autonome sous le nom Adisseo en 2002 soutenu par l’actionnaire britannique CVC Capitals Partners Ltd. En 2006, Adisseo rejoint le groupe chinois BlueStar, qui est une société leader sur le marché des nouveaux matériaux chimiques et la chimie spécialisée. C'est une des rares entreprises françaises détenues par une société d'État chinoise. En 2007, Adisseo a acquis l’activité produits soufrés de Rhodia Organics, cette activité est basée sur le site des Roches de Condrieu. En 2011, le Groupe Adisseo a fait l’acquisition de la société Innov'ia. Innov'ia est l’un des leaders européens de la conception et de la transformation à façon d’ingrédients en poudre et granulés pour l’agroalimentaire, la cosmétique, l’industrie pharmaceutique et la chimie fine. En 2013, l'unité de production de méthionine liquide démarre en Chine à Nanjing. La production de cette nouvelle unité sert majoritairement le marché asiatique. En 2014, Adisseo commercialise un nouveau produit, il s'agit d'un antioxydant. La société investit 110 millions d'euros en Isère. En 2016, Adisseo acquiert l'activité de fonte de soufre de la société Sobegi située dans le port de Bayonne.

## Produits
- Méthionine (Rhodimet AT88 et Rhodimet NP99) pour les volailles et les porcs et la méthionine protégée (Smartamine M, MetaSmart et RumenSmart) pour les ruminants[11]
- Vitamines (Microvit)[11]
- Enzymes (Rovabio, Rovabio Advance)[11],[12]
- Anti-oxydants (Selisseo)[11]
- Probiotiques (Alterion)[11]
- Minéraux (Adisodium)[13]

## Implantation et clientèle
Adisseo est implanté dans 100 pays et compte 2600 clients. L'entreprise dispose de plusieurs sites en Europe, dont le site historique de Commentry, Saint-Clair-du-Rhône et Roussillon en Isère, et Burgos en Espagne. L'ensemble des installations est classé Seveso. Un site de production a démarré en 2013 à Nanjing en Chine.

## Effectifs
Adisseo compte 1 800 salariés dans le monde, dont 850 en France.

## Résultats et finance
Adisseo France SA a réalisé un chiffre d'affaires de 1 141 173 097 € en 2010.
En 2014, Adisseo réalise un chiffre d'affaires de 1 205 986 896 € pour un bénéfice de 132 131 354 €. 
En 2015, Adisseo introduit à la Bourse de Shanghai, Bluestar conservant 90 % du capital.
En 2015, Adisseo a réalisé un chiffre d'affaires de 1,76 milliard € ,.
Au premier semestre 2016, Adisseo a réalisé un revenu d'exploitation de 54,3 (100 millions Yuans), soit 726 millions €.

## Innovation
La société investit depuis ses origines dans des programmes de recherche : la création de la société d'Alimentation Équilibrée (qui deviendra Adisseo) est liée à une invention du créateur de l'entreprise qui met au point un procédé original d'extraction de la vitamine A des foies de poisson. Plus tard, les chercheurs de l’entreprise réalisent, deux années seulement après le géant suisse Hoffmann-La Roche, la synthèse de la vitamine A dans leur laboratoire de Commentry,.
En 2015, Adisseo noue un partenariat avec la société Novozymes ; ce partenariat porte sur le développement d'une solution nutritionnelle à base de micro-organismes. La société dispose de 7 centres de recherches :
- le laboratoire CARAT, expert dans les analyses et basé à Commentry[24] ;
- le CERN, Centre d’Expertise et de Recherche en Nutrition, basé à Commentry[25] ;
- le centre d'essai, IDCAPS, expert dans la formulation et basé à la Rochelle[25] ;
- le centre CINABio, expert en biotechnologie et basé à Toulouse[11] ;
- le centre de recherche CFP, expert de la chimie, de la formulation et des procédés et basé à Commentry[11] ;
- le CINACHEM (Center of Innovation of Adisseo CHEMistry), expert dans les procédés chimiques et basé à Saint Fons[26] ;
- le CINATECH (Centre d'industrialisation Adisseo et de Technologie), garant de la conception des projets stratégiques d'Adisseo[11].

## Problèmes de santé au travail et condamnation
La responsabilité de l'entreprise a été mise en cause en 2003, lorsque neuf salariés atteints de cancer du rein ont été reconnus atteints par une maladie professionnelle, à cause de la faute inexcusable relevée par le Tribunal des affaires de sécurité sociale. Adisseo a été condamné en 2007 à indemniser les neuf salariés.
Un rapport rendu public en 2011 par l'Institut de veille sanitaire n'a pas permis de déterminer formellement l'origine des nombreux cas de cancers parmi les employés, mais suspecte le rôle du chloracétal C5, « dont la génotoxicité a été confirmée par plusieurs études toxicologiques ».

## Accidents industriels
- 2017 : Le 20 octobre, perte de dioxyde de soufre traité par torchage sur le site  de Saint-Clair-du-Rhône. Pas de victime[30].
- 2021 : Le 20 juin, une fuite de dioxyde de soufre impose une alerte POI sur le site  de Saint-Clair-du-Rhône, sans victime[31].